# Riccardo Di Santo
Riccardo Di Santo (Sulmona, 6 settembre 1913 – Pescara, 17 settembre 2004) è stato un calciatore e allenatore di calcio italiano, di ruolo mezzala.

## Carriera

### Giocatore
Cresciuto nel Pescara, segue l'allenatore Pietro Piselli a Messina dove debutta in Serie B nel 1934-1935, disputando 11 gare e segnando 2 gol; nella stagione 1935-1936 gioca ancora in Serie B con la maglia del Foggia, con 18 presenze e 5 reti all'attivo.
Dopo due anni con il Manfredonia, nel 1938 torna a giocare tra i cadetti disputando 8 gare con l'Alessandria. Gioca poi nel Teramo, per una stagione.
Rientra infine al Pescara, con cui vince il campionato di Serie C 1940-1941 e milita in Serie B per altri due anni, per un totale di 50 presenze e 6 reti.

### Allenatore
Terminata la carriera da calciatore, allena il Portici, il Teramo, la Pro Vasto ed il Chieti.

## Palmarès

### Giocatore

#### Competizioni nazionali
- Serie C: 1

Pescara: 1940-1941

### Allenatore

#### Competizioni regionali
- Prima Categoria: 1

Pro Vasto: 1966-1967